# 带附件的SOAP消息

带附件的SOAP消息的结构

带附件的SOAP消息（SOAP with Attachments，缩写SwA 或MIME for Web Services）是指使用Web服务，通过SOAP和MIME，主要使用HTTP协议，发送和接收邮件的方法。
SOAP消息有时需要和不同类型的附件一同传输，可能是一个图像，或是一个二进制的文档，有时文件还很大。这种情况下，如果通过SOAP协议传送，传统的方式需要将附件转换为base64编码并插入到SOAP信封中，这样既不方便也造成效率问题。带附件的SOAP消息（SwA）提供了一种快捷的方式。 带附件的SOAP消息的HTTP请求消息（或应答消息）使用了Multipart/Related媒体类型发送，SOAP信封作为一个部分，附件作为其余的部分。在SOAP消息的Header条目或Body条目的子条目中都可以使用href属引用附件的URI。
带附件的SOAP消息并非是一个新的规范，而是一个使用现有的SOAP和MIME手段，能够通过Web服务调用传输文件的一种机制。